# Wan Zack Haikal
Wan Zack Haikal (Pahang, 28 januari 1991) is een Maleisisch voetballer die als middenvelder speelt.

## Clubcarrière
Wan Zack Haikal begon zijn carrière in 2007 bij FELDA United FC. Hij tekende in 2008 bij Harimau Muda A. In het seizoen 2011 kwam hij op huurbasis uit voor FC ViOn Zlaté Moravce. Hij tekende in 2013 bij FC Ryukyu. In 2014 keerde hij terug naar Maleisië om te spelen voor Kelantan FA.

## Interlandcarrière
Wan Zack Haikal debuteerde in 2012 in het Maleisisch nationaal elftal en speelde 29 interlands.